# Stipa huallancaensis
Stipa huallancaensis är en gräsart som beskrevs av Oscar Tovar. Stipa huallancaensis ingår i släktet fjädergrässläktet, och familjen gräs. Inga underarter finns listade i Catalogue of Life.